# Explorer 7
Explorer 7 byla americká vědecká družice, vypuštěná v roce 1959. Družice se zabývala výzkumem nabitých částic, solární radiace a mikrometeoroidů. Konstrukčně byla shodná s předchozí neúspěšnou družicí Explorer 7X (S-1), která byla zničena při startu.

## Popis
Družice byla stabilizovaná rotací a její vnější konstrukce se skládala ze dvou kuželových skořepin ze sklolaminátu, které byly spojeny středovou hliníkovou sekcí válcovitého tvaru. Průměr sondy ve středové části byl 750 milimetrů a výška byla taktéž 750 milimetrů. Dodávku elektrické energie zajišťovalo přibližně 3000 solárních článků umístěných na horní i dolní kuželové části. Dodatečné napájení obstarávalo 15 nikl-kadmiových baterií. Tyto baterie byly umístěny po obvodu centrální sekce a při rotaci družice soužily jako setrvačník a napomáhaly tak její stabilizaci. Na centrální sekci byly umístěny dvě dipólové antény o výkonu jednoho wattu pracující v pásmu HF (na frekvenci 20 MHz), která vysílaly telemetrická data zpět na Zemi. Anténa radiomajáku pro sledování družice byla instalována na spodku dolní kuželové části a pracovala v pásmu VHF (na frekvenci 108 MHz).
Po obvodu centrální sekce bylo umístěno pět bolometrů pro měření tepelného (infračerveného) záření a tři detekční buňky mikrometeoroidů na bázi sulfidů kadmia. Pro detekci a měření Lymanova-α záření byly v horní kuželové sekci naproti sobě umístěny ionizační komory. Jedna s okénkem z fluoridu lithného a druhá s okénkem berylia. Na vrchu družice by Geigerův počítač pro detekci kosmického záření. Hlavní ionizační komora pro detekci nabitých částic z radiačních pásů Země a kosmického záření byla umístěna uprostřed vrchní kuželové sekce.

## Experimenty

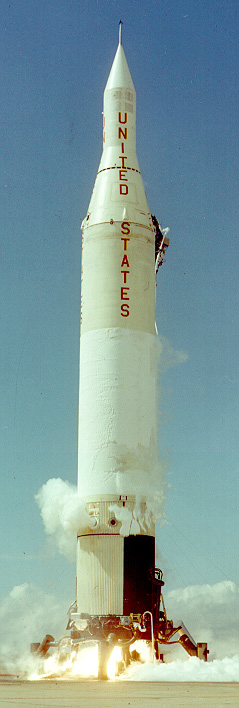
Start rakety Juno II s družicí Explorer 7.

### Tepelné vyzařování
Experiment byl navržen k měření dopadajícího a odraženého slunečního ultrafialového záření a infračerveného záření vyzařovaného Zemí s cílem lépe pochopit hnací síly v zemské atmosféře. K měření sloužilo pět bolometrů. První dva reagovaly stejně na vyzařování Slunce i Země, třetí reagoval lépe na vyzařování ze Země, čtvrtý byl zaměřen na přímé sluneční záření a pátý byl chráněn před přímým slunečním zářením a měřil pouze záření odražené Zemí. Celá měřící sekvence trvala 30 sekund. Během jednoho oběhu tak bylo možné provést přibližně 180 měření. Experiment byl úspěšný a použitelná data byla získávána až do 28. února 1961. Vedoucím tohoto výzkumu byl Verner E. Suomi z University of Wisconsin-Madison.

### Sluneční rentgenové záření a Lymanovo-α záření
Cílem měření bylo zaznamenávat dlouhodobá data o rentgenovém záření pocházejícím ze Slunce a o Lymanovu-α záření a ty pak sladit s reakcemi a chováním zemské atmosféry. Měření byla prováděna ve dvou ionizačních komorách. Naměřené údaje však nebylo možné interpretovat ve smyslu dopadajícího slunečního záření. Bylo to způsobeno průniky částic (elektrony s energii 150 keV) z Van Allenových radiačních pásů do obvodů detektoru a také problémy s zpětnou vazbou zesilovače. Vedoucím výzkumu byl Herbert D. Friedman z US Naval Research Laboratory.

### Těžké částice primárního kosmického záření
Tento experiment byl navržen k měření těžkých částic v toku primárního kosmického záření. Částice byly detekovány a odděleny v ionizačních komorách podle jejich atomových čísel, Z>5, Z>8 a Z>15. Při průniku částice do ionizační komory byl vydán puls, jehož amplituda byla v podstatě nezávislá na energii částice, ale byla úměrná druhé mocnině atomového čísla dopadající částice. Odečítání hodnot ze všech tří nezávislých počítadel probíhalo jednou za 15 sekund. Měření probíhala podle plánu od vypuštění do 25. října 1959. Experiment běžel i po plánovaném ukončení a data odeslaná do 31. května 1960 jsou z přibližně 80% použitelná. Problémy však činila detekce částic s nízkými atomovými čísly a od června 1960 již bylo získáno velmi málo použitelných údajů. Výzkum vedl Martin A. Pomerantz z Bartol Research Foundation.

### Zachycená částicová radiace a sluneční protony
Dva všesměrové Geigerovy počítače (Anton 302 a 112) byly použity ke komplexnímu prostorovému a časovému sledování celkové intenzity kosmického záření, částicového záření zachyceného v geomagnetické pasti a solárních protonů. Detektor by citlivý na protony (energie nad 20 MeV) a elektronů (energie nad 30 keV). Experiment fungoval uspokojivě od vypuštění družice až do 28. února 1961. Vedoucím výzkumníkem byl James Van Allen z University of Iowa.